# Jodi Picoult
Jodi Picoult, née Jodi Lynn Picoult le 19 mai 1966 à Nesconset sur Long Island à New York, est une romancière américaine.

## Biographie
Jodi Picoult, qui a un frère cadet, est diplômée de la Smithtown High School East en juin 1983. Elle a décrit sa famille comme "juive non pratiquante". Jodi Picoult a écrit sa première histoire à l'âge de cinq ans, intitulée "Le homard qui a mal compris". Elle reconnait dans sa destination littéraire l'importance de l'influence de sa mère et de sa grand-mère, toutes deux enseignantes.
Jodi Picoult a étudié la Création littéraire à l'Université de Princeton et a obtenu en 1987 un Bachelor en anglais, avec une thèse de 320 pages intitulée « Développements.» Elle a publié deux nouvelles dans le magazine Seventeen alors qu'elle était encore à l'université. Après l'obtention de son diplôme, elle a occupé divers postes, allant de l'édition de manuels à l'enseignement de l'anglais au collège. Elle a obtenu une maîtrise en éducation de l'Université de Harvard et est titulaire de deux doctorats honorifiques en lettres, l'un du Dartmouth College en 2010, l'autre de l'Université de New Haven en 2012.

## Carrière
Jodi Picoult est devenu scénariste de la série DC Comics Wonder Woman (vol. 3), à la suite du départ d'Allan Heinberg. Son premier numéro (numéro 6) est sorti le 28 mars 2007 et son dernier était le numéro 10, sorti le 27 juin 2007.
Nineteen Minutes, publié le 9 mars 2007, est son premier livre à avoir été classé numéro 1 de la Liste des best-sellers New York Times, 
il sera suivi à cette place par le suivant, Change of Heart, publié le 4 mars 2008 
Ses deux livres suivants, Handle with Care  en 2009 et House Rules en 2010 ont également atteint la première place sur cette liste des best-sellers.
Consciente que ces succès commerciaux font qu'elle est souvent cataloguée comme auteur à succès de Chick lit, Jodi Picoult a déclaré que ce qu'elle perd en succès critique, elle gagne en influence : 
« Je ne gagnerai jamais le Prix Nobel de littérature, je ne gagnerai jamais le National Book Award, et ne serais même jamais nommée.
Ce que vous avez en contrepartie, ce sont les chiffres de ventes et le lectorat. Et je préfére toucher plus de gens. » .

## Œuvres
- 1992 : Songs of the Humpback Whale
- 1993 : Harvesting the Heart
- 1995 : Picture Perfect
- 1996 : Mercy
- 1998 : Le Pacte (The Pact), traduit par Danièle Darneau
- 1999 : Keeping Faith
- 2000 : La Pure Vérité (Plain Truth), traduit par Vassoula Galangau
- 2001 : Le Cercle de Salem (Salem Falls), traduit par Danièle Darneau
- 2002 : Pour que justice soit faite (Perfect Match), traduit par Francine Siéty
- 2003 : Second Glance
- 2004 : Ma vie pour la tienne (My Sister's Keeper), traduit par Irène Barki
- 2005 : Le Rideau déchiré (Vanishing Acts), traduit par Francine Siéty
- 2006 : La Couleur de la neige (The Tenth Circle), traduit par Régina Langer
- 2007 : Nineteen Minutes
- 2007 : Wonder Woman: Love and Murder
- 2008 : Change of Heart
- 2009 : Handle With Care
- 2010 : À l'intérieur (House Rules)
- 2011 : Sing You Home
- 2012 : Loup Solitaire, (Lone Wolf), traduit par Joëlle Touati
- 2013 : Pardonne-lui (The Storyteller), traduit par Eric Betsch
- 2017 : La Tristesse des éléphants (Leaving Time), traduit par Pierre Girard
- 2018 : Mille petits riens (Small Great Things), traduit par Marie Chabin
- 2019 : Une étincelle de vie (A Spark of Light), traduit par Marie Chabin
- 2021 : Le Livre des deux chemins (The Book of Two Ways), traduit par Marie Chabin
- 2023 : J'aimerais tant que tu sois là (Wish You Were Here), traduit par Marie Chabin
- 2024 : By Any Other Name

### SérieBetween the Lines
1. 2012 : Between the Lines
2. 2015 : Off the Page

## Adaptations des romans

### Téléfilm
- 2002 : Pacte d'amour (The Pact) de Peter Werner
- 2004 : La Voix de l'innocence (Plain Truth) de Paul Shapiro
- 2008 : The Tenth Circle de Peter Markle
- 2011 : Salem Falls de Bradley Walsh

### Film
- 2009 : Ma vie pour la tienne (My Sister's Keeper) de Nick Cassavetes